# Selenidium mercierellae
Selenidium mercierellae is een soort in de taxonomische indeling van de Myzozoa, een stam van microscopische parasitaire dieren. Het organisme komt uit het geslacht Selenidium en behoort tot de familie Selenidiidae. Selenidium mercierellae werd in 1962 ontdekt door Theodorides & Laubier.